# مایناردویل (تنسی)
مایناردویل(به انگلیسی: Maynardville) شهری در ایالت تنسی کشور ایالات متحده آمریکا است که جمعیت آن در سرشماری سال ۲۰۱۰ میلادی، ۲٬۴۱۳ نفر بوده‌است.